# Почесновики (Ярославская область)
Почесновики — деревня Макаровской сельской администрации Судоверфского сельского поселения Рыбинского района Ярославской области .
Крайняя юго-восточная деревня поселения расположена на северо-западной окраине города Рыбинска. Деревня стоит между двумя железнодорожными ветками: магистральной дорогой Рыбинск—Сонково и железнодорожной веткой местного промышленного назначения, ведущей от станции Рыбинск на левый берег Волги через плотину и шлюзы Рыбинского водохранилища. Эта ветка отделяет деревню от проспекта Революции в Рыбинске. В районе деревни многосленные пригородные садовые товарищества .
На плане Генерального межевания Рыбинского уезда 1792 года обозначена две деревни бол. Почесновикъ (севернее) и Малой Почесновикъ (южнее).
На 1 января 2007 года в деревне числилось 12 постоянных жителей . Деревня обслуживается почтовым отделением 5 в Рыбинске .